# Miklós Beer
Miklós Beer (ur. 1 czerwca 1943 w Budapeszcie) – węgierski duchowny katolicki, biskup Vácu w latach 2003–2019.

## Życiorys
Święcenia kapłańskie otrzymał 19 czerwca 1966 i został inkardynowany do ówczesnej archidiecezji ostrzyhomskiej. W 1967 został wikariuszem w Budapeszcie-Köbánya. W 1969 pracował w Szobem. Rok później został przeniesiony do parafii w Márianosztra, gdzie pracował przez sześć lat. W 1976 otrzymał nominację na proboszcza parafii w Pilismarót. W 1997 został proboszczem parafii w ostrzyhomskiej dzielnicy Belváros. W 1978 został profesorem filozofii w seminarium duchownym w Ostrzyhomiu, zaś w 1999 został jego rektorem.
12 sierpnia 1992 otrzymał tytuł Prałata Honorowego Jego Świątobliwości.

### Episkopat
8 kwietnia 2000 papież Jan Paweł II mianował go biskupem pomocniczym archidiecezji ostrzyhomsko-budapeszteńskiej, ze stolicą tytularną Caeciri. Sakry biskupiej udzielił mu 27 maja 2000 kardynał László Paskai.
27 maja 2003 został biskupem ordynariuszem diecezji Vác.
12 lipca 2019 przeszedł na emeryturę.